# 低電壓差分信號

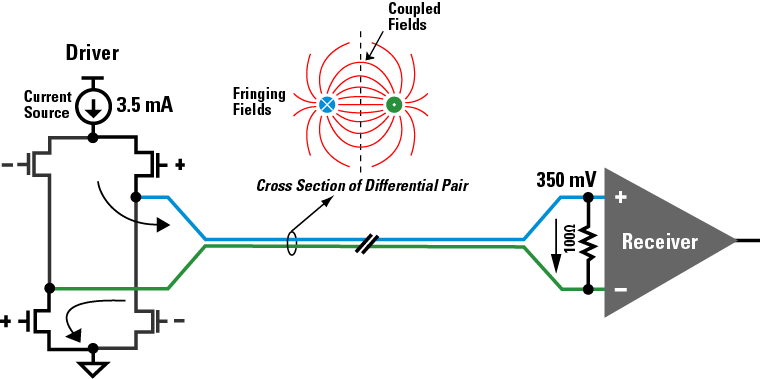
基礎的LVDS迴路結構，表示電流流向以及導線周圍一部份的磁場中和。

低電壓差分訊號（英語：Low-Voltage Differential Signaling，LVDS）是一種電子訊號系統，可滿足現今對高效能資料傳輸應用的需求，同時系統供電電壓減低到2伏特，適用於解析度高於SVGA的TFT LCD顯示裝置，目前已得到了廣泛的應用，甚至可以嵌入到FPGA、ASIC或其他元件身上。
LVDS與USB、1394一樣都是差分信號。1995年11月ANSI/TIA/EIA-644規劃「Electrical Characteristics of Low Voltage Differential Signaling (LVDS) Interface Circuits.」完成認證。1994年由國家半導體公司引進。LVDS是採用差分的傳輸方式，電壓輸出與接收端需要100歐姆的終端阻抗（Terminating Resistor）。LVDS允許採用點對點（Point-to-Point）與分支（Multi-Drop）的連接方式。實現差分信號使用MS（Microstrip）線路或ST（Stripline）線路。

## 外部連結
- LVDS tutorial
- M-LVDS Application Reports